# Gustavo Bianchi

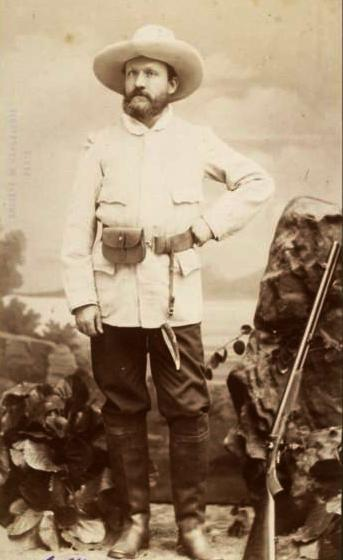
Gustavo Bianchi

Gustavo Bianchi (geb. 1845 in Ferrara; gest. 1884 in Caribula) war ein italienischer Forschungsreisender in Afrika.

## Leben
Dem 1845 in Ferrara geborenen Bianchi sind verschiedene Reiseberichte über seine Reisen nach Äthiopien zu verdanken. 
Bianchi fand sein Ende in Caribula in Äthiopien, dem Land der Danakili, wohin er gereist war, um den Bau einer Brücke und einer Handelsroute zu überwachen. Veröffentlichte und unveröffentlichte Tagebücher, Berichte, Briefe und Dokumente von Gustavo Bianchis letzter Afrika-Expedition fanden Aufnahme in der Reihe Viaggi e scoperte di navigatori ed esploratori italiani (2 Bände).

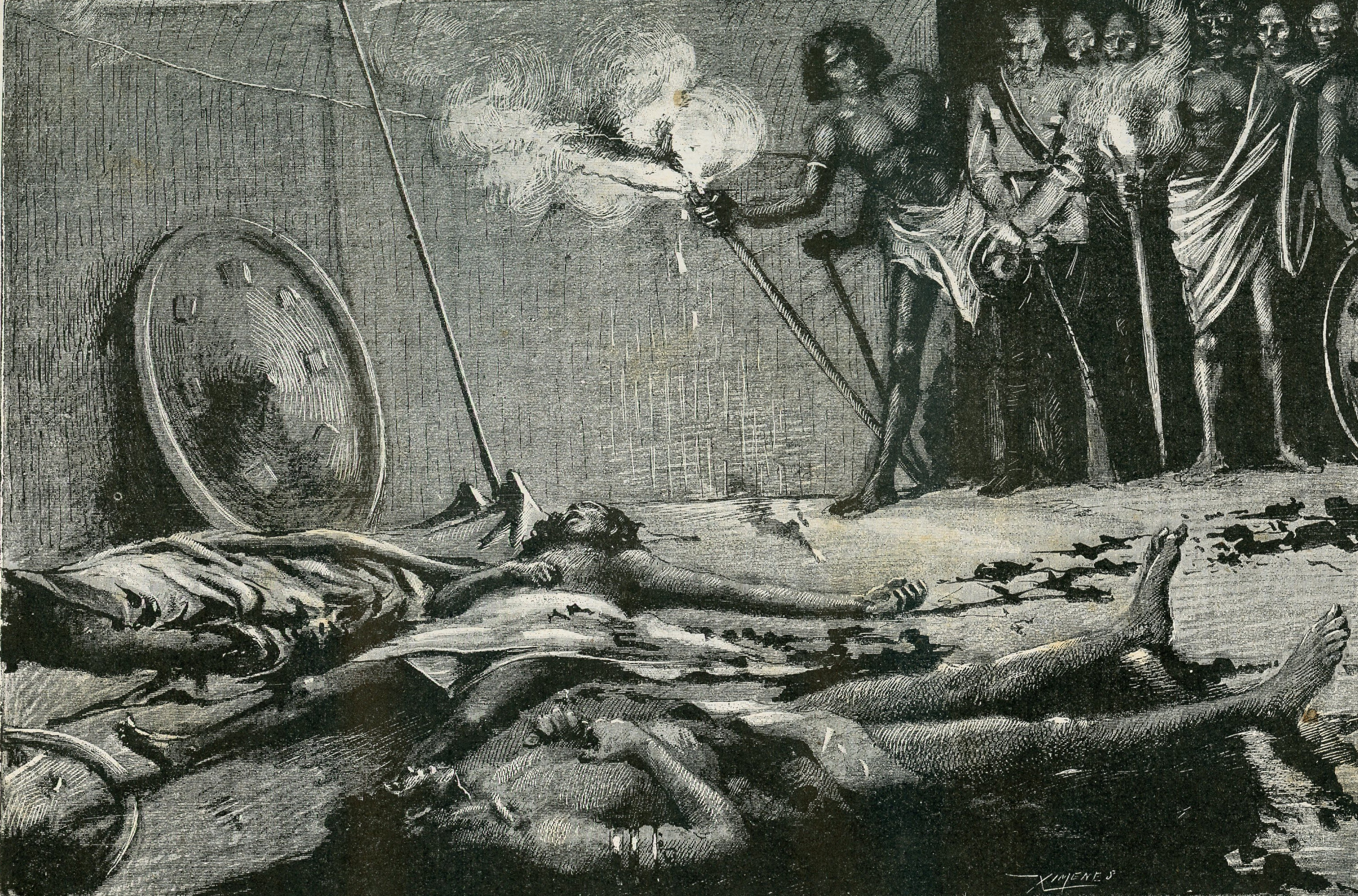
Eine Episode aus den Reisen von Gustavo Bianchi: Drei Soddo-Galla-Jugendliche liegen in ihrem eigenen Blut getränkt (L’illustrazione popolare, Fratelli Treves Editori - Milano, 1885)

## Publikationen
- In Abissinia. Alla terra dei Galla. Narrazione della Spedizione Bianchi in Africa. Treves, Milano, 1884 (Digitalisat der Ausgabe 1896)
- L'ultima spedizione africana di Gustavo Bianchi. Diari, Relazioni, Lettere e Documenti editi e inediti. Prefazione dell'Esploratore Ludovico M. Nesbitt. 2 volumi a cura di Carlo Zaghi. Vol. I (–II). 1930. (Viaggi e scoperte di navigatori ed esploratori italiani XIII–XIV)